# Iarmuti

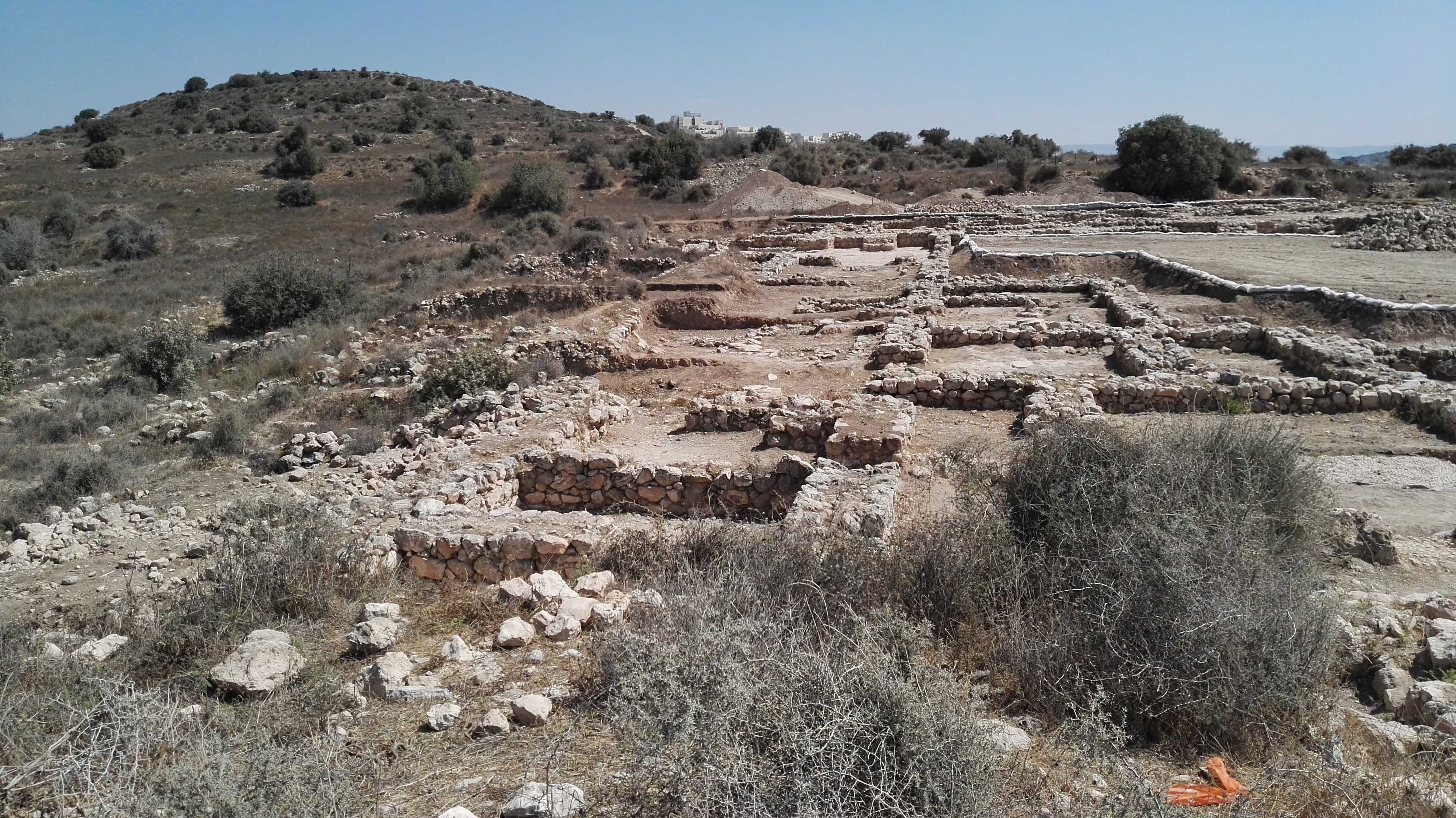
Tel Yarmut

Iarmuti, Iarimuta, Yarmuth, Jarmut o Jarmuth es el nombre de varias ciudades en la tierra de Canaán.
Una era una ciudad amorita en Canaán en tiempos del asentamiento israelita registrado en la Biblia hebrea. Según Josué 10: 3-5, su rey, Pirán, fue uno de los cinco reyes que formaron una alianza para atacar la ciudad de Gabaón por haber hecho un trato de ayuda mutua con Josué y los israelitas. Esta ciudad generalmente se identifica con un sitio moderno llamado Tel Jarmuth, Khirbet el-Yarmuk, o Tel Yarmut. Este lugar está situado al sur de Beit Shemesh, cerca de Bayt Nattif, en la actual Israel.
Otra Iarmuti llegó a ser una ciudad de la tribu de Leví dada a los gersonitas dentro del territorio de la tribu de Isacar, según Josué 21:20. La ciudad no se menciona en la lista paralela de ciudades levíticas en I Crónicas 6, sino que se menciona a Ramoth en su lugar (1 Crónicas 6:73). 
Iarmuti también consta en textos de los tiempos de Sargón I que dicen que el dios Dagan, ante
quien se había postrado, le concedió el poder sobre Mari, Iarmuti (a orillas del Mediterráneo, en la actual Líbano), Ebla, el Bosque de los Cedros (Amanus) y la Montaña de plata (Tauro).